# Skoraczewo (województwo kujawsko-pomorskie)
Skoraczewo – wieś krajeńska w Polsce położona w województwie kujawsko-pomorskim, w powiecie sępoleńskim, w gminie Sośno.
| SIMC    | Nazwa          | Rodzaj    |
| ------- | -------------- | --------- |
| 0096193 | Pod Skoraczewo | część wsi |
| 0096218 | Skoraczewiec   | część wsi |
| 0096224 | Skoraczewko    | część wsi |

W latach 1975–1998 miejscowość administracyjnie należała do województwa bydgoskiego. Według Narodowego Spisu Powszechnego (III 2011 r.) liczyła 172 mieszkańców. Jest trzynastą co do wielkości miejscowością gminy Sośno.